# سعيد عقيل سراج
سيد عقيل سراج (بالإندونيسية: Said Aqil Siradj) عالم إسلامي إندونيسي والرئيس الحالي للمجلس التنفيذي لنهضة العلماء أكبر منظمة إسلامية في العالم. وقد صنفه أحدث إصدار لـ «500 مسلم الأكثر تأثيراً من قبل المركز الملكي للبحوث والدراسات الإسلامية في الأردن» على أنه رقم 20 الأكثر نفوذاً في العالم.
تحدث سراج باستمرار ضد احتجاجات جاكرتا في نوفمبر 2016. استشهد سراج بفتوى تحظر الصلاة في الشارع كما خطط المتظاهرون لأنها تخل بالسلام، على الرغم من أن موقفه عارضه على الفور مجلس العلماء الإندونيسي وهي منظمة خاصة بالزعماء الدينيين تضم نظارة وقادة من العلماء. استشهد سراج بمواقف المذاهب المالكية والشافعية داخل الإسلام السني التي تحرم صلاة الجماعة في وسط الشارع.
بالإضافة إلى قيادته داخل نهضة العلماء، أسس سراج أيضًا مركز سيد عقيل وهي منظمة في مصر تركز على تطوير الخطاب الإسلامي في الشرق الأوسط.